# Battle rifle

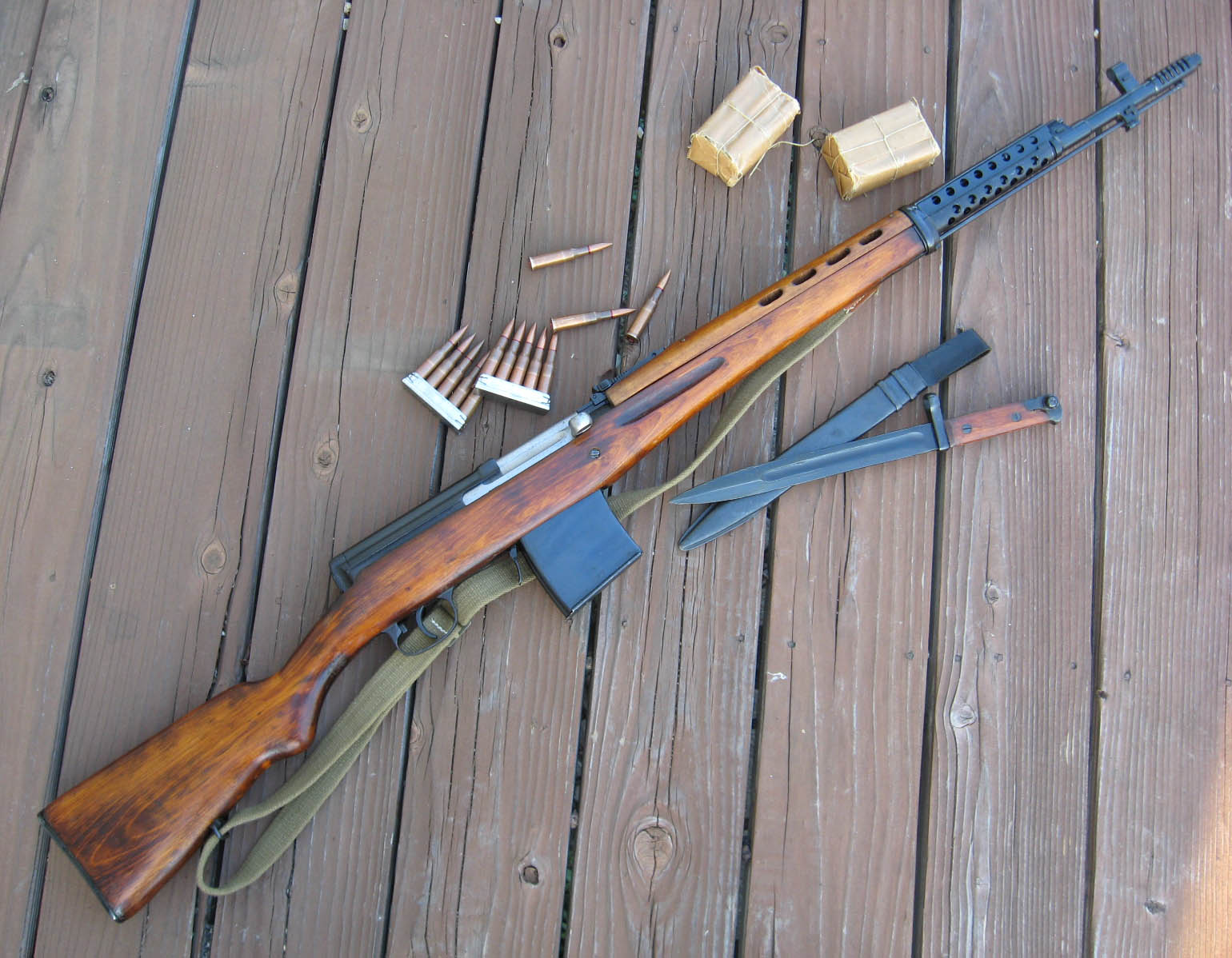
SVT-40

Súng trường chiến đấu (Tiếng Anh: Battle rifle) là loại súng trường dùng đạn cỡ lớn (như đạn 7,62x51mm NATO), nhằm đạt được tầm bắn xa và độ chính xác cao để bắn các mục tiêu ở xa. Do cỡ đạn lớn, nên độ giật khi bắn của loại súng này cao hơn so với súng trường tấn công. Vì thế, súng trường chiến đấu thường được thiết kế chế độ bắn bán tự động hơn là hoàn toàn tự động.

### Định nghĩa
Từ battle rifle không được sử dụng trong giới quân sự hay trong các tài liệu của chính phủ, việc nói đến loại súng này được liên tưởng tới loại súng trường thường được trang bị cho các designated marksman. Việc xếp một khẩu súng trường vào loại này thường tùy thuộc vào cảm tính do việc chồng chéo trong phân loại các thiết kế súng cũng như phân loại các loại đạn vì mỗi nước, khối quân sự có tiêu chuẩn khác nhau và thường thay đổi theo thời gian. Một số tài liệu quân sự của chính phủ sử dụng thuật ngữ này để chỉ đích danh một loại súng nào đó chứ không phải xếp loại. Thuật ngữ này lại thường được sử dụng bởi các nhà sản xuất khi nói về loại súng trường bán tự động. Khi không có chế độ tự động thì khẩu súng thường được giới thiệu thành súng trường chiến đấu như đó là một chức năng chứ không phải thiếu sót trong việc bắt xạ thủ phải nhắm kỹ trước khi bắn chứ không phải bóp cò cho hết băng đạn mà không cần nhắm.

## Danh sách
| Tên                          | Quốc gia chế tạo                 | Loại đạn sử dụng                             |
| Armalite AR-10               | Hoa Kỳ                           | 7,62×51mm NATO                               |
| Armalite AR-16               | Hoa Kỳ                           | 7,62×51mm NATO                               |
| AR-832                       | Ý                                | 7,62×51mm NATO                               |
| AVB-7,62                     | Nga                              | 7,62×54mm R                                  |
| Beretta BM59                 | Ý                                | 7,62×51mm NATO                               |
| Cei-Rigotti                  | Vương quốc Ý                     | 7,62×54mm                                    |
| Calzada Bayo CB-57           | Tây Ban Nha                      | 7,62×51mm NATO                               |
| CETME                        | Tây Ban Nha                      | 7,62×51mm NATO                               |
| Charlton                     | New Zealand · Úc                 | .303 British                                 |
| Súng trường Chropi           | Hy Lạp                           | 7,62×51mm NATO                               |
| FA-MAS Type 62               | Pháp                             | 7,62×51mm NATO                               |
| Federov Avtomat              | Đế quốc Nga                      | 6,5×50mm                                     |
| FG 42                        | Đức Quốc xã                      | 7,92×57mm                                    |
| Súng trường FM57             | Thụy Điển                        | 6,5×55mm                                     |
| FN FAL                       | Bỉ                               | 7,62×51mm NATO                               |
| FN SCAR-H                    | Bỉ · Hoa Kỳ                      | 7,62×51mm NATO                               |
| Franchi LF-59                | Ý                                | 7,62×51mm NATO                               |
| Gordon CSWS                  | Úc                               | 7,62×51mm NATO                               |
| GRAM 63                      | Thụy Điển                        | 7,62×51mm NATO                               |
| Heckler & Koch G3            | Tây Đức                          | 7,62×51mm NATO                               |
| Heckler & Koch HK417         | Đức                              | 7,62×51mm NATO                               |
| Howa Kiểu 64                 | Nhật Bản                         | 7,62×51mm NATO                               |
| Itajuba Modelo 954 Mosquetão | Brasil                           | .30-06 Springfield                           |
| KAL1                         | Úc                               | 7,62×51mm NATO                               |
| L1A1                         | Bỉ · Liên hiệp Anh · Canada · Úc | 7,62×51mm NATO                               |
| M1 Garand                    | Hoa Kỳ                           | .30-06 Springfield                           |
| Súng trường M14              | Hoa Kỳ                           | 7,62×51mm NATO                               |
| Madsen LAR                   | Đan Mạch                         | 7,62×51mm NATO                               |
| MAS-49                       | Pháp                             | 7,5×54mm 1929C                               |
| Model 45A                    | Hoa Kỳ                           | .30-06 Springfield                           |
| Súng trường Mondragón        | México                           | 7,92×57mm                                    |
| Olin/Winchester Salvo Rifle  | Hoa Kỳ                           | 5,56mm T65 Duplex                            |
| Rieder Automatic Rifle       | Nam Phi                          | .303 British                                 |
| Saiga 308                    | Nga                              | 7,62×51mm NATO                               |
| SIG SG 510                   | Thụy Sĩ                          | 7,5×55mm GP11                                |
| SIG SG 542                   | Thụy Sĩ                          | 7,62×51mm NATO                               |
| Sturmgewehr 52\| SVT-40      | Liên Xô                          | 7,62×54mm R                                  |
| Mk 14 Enhanced Battle Rifle  | Hoa Kỳ                           | 7,62×51mm NATO                               |
| Galil ACE                    | Israel                           | 5,56mm và 7,62mm của NATO, và 7,62mm của Nga |